# داگ موئنچ
داگلاس موئنچ (انگلیسی: Doug Moench؛ زادهٔ ۲۳ فوریهٔ ۱۹۴۸) بهتر شناخته‌شده با نام داگ موئنچ، یک فیلم‌نامه‌نویس، پدیدآور، و روزنامه‌نگار اهل ایالات متحده آمریکا است.
وی بیشتر به خاطر همکاری‌هایش با مارول کامیکس و دی‌سی کامیکس به خصوص کار بر روی بتمن، بلک ماسک، شوالیه ماه و بین شناخته می‌شود.